# Josef Somr
Josef Somr (ur. 15 kwietnia 1934 we Vracovie, zm. 16 października 2022 w  Novej Vsi pod Pleší) – czeski aktor.
W 1956 ukończył szkołę aktorską w Brnie. Przez kilka lat był aktorem, m.in. Teatru Miejskiego w Brnie, a w 1965 związał się z nowo powstałym w Pradze teatrem o nazwie Klub Dramtyczny. Następnie w latach 1978–2001 występował w Teatrze Narodowym w Pradze. 
Ma na swoim koncie dziesiątki ról filmowych i telewizyjnych. Na dużym ekranie debiutował w 1964, rolą w dramacie Oskarżony w reżyserii Jána Kadára i Elmara Klosa. Dwa lata później zagrał jedną z głównych ról, dyżurnego ruchu Ladislava Hubička w głośnym filmie Jiříego Menzla pt. Pociągi pod specjalnym nadzorem (1966). Obraz ten otrzymał Oscara w kategorii Najlepszego filmu nieanglojęzycznego. Inne znane w Polsce filmy z udziałem aktora to m.in.: Dolina pszczół (1967), Żart (1968), Cudowni mężczyźni z korbką (1978), Święto przebiśniegu (1983), Jak poeci tracą złudzenia (1984), Wsi moja sielska, anielska (1985),  Koniec starych czasów (1989),  O rodzicach i dzieciach (2008).
Grał również postać Pekařa, dyrektora szpitala w Borze w popularnym serialu TV  Szpital na peryferiach (1977 i 1981). Pojawił się również w jego kontynuacji pt. Szpital na peryferiach po dwudziestu latach (2003). 
Jego długoletnią partnerką życiową była aktorka Zuzana Šavrdová (zm. 2011).
Zmarł 16 października 2022 w sanatorium w miejscowości Nová Ves pod Pleší.